# 中国美术奖
中国美术奖是由中宣部批准设立，中华人民共和国文化部、中国文学艺术界联合会和中国美术家协会共同主办，中国美协承办的国家级美术最高奖。于2009年创办，设“创作奖”、“理论评论奖”、“终身成就奖”三个子项。

## 奖项
- 创作奖：获奖作品在全国美术作品展览（简称“全国美展”）参展作品中产生，设金奖、银奖、铜奖、优秀奖4个分项，获奖数额为160个。每五年评选一次。
- 理论评论奖：旨在褒奖美术理论评论方面的优秀作品，获奖数额为17个。每五年评选一次。
- 终身成就奖：旨在褒奖为中国美术做出突出贡献的美术家，已故美术家不在评选范围内，获奖数额为6个，可以少于规定数额或空缺。每三年评选一次。

## 历届获奖

### 第一届
2009年12月22日，首届中国美术奖评选揭晓，153件第十一届全国美展参展作品获中国美术奖·创作奖，其中金奖18件，银奖45件，铜奖49件，优秀奖41件，获奖提名415件；李淞等17人获中国美术奖·理论评论奖；贺友直、潘鹤、高虹、方成、赵延年、王伯敏获中国美术奖·终身成就奖。

### 第二届
- 2013年1月29日，第二届“中国美术奖·终身成就奖”揭晓，侯一民、詹建俊、李焕民、方增先、杨之光、孙其峰6人获奖。[3]
- 2014年11月，第二届“中国美术奖·创作奖”评奖结果出炉，共160件作品获奖，其中金奖7件，银奖18件，铜奖49件，优秀奖86件。[4]
- 2014年11月27日，第二届“中国美术奖·理论评论奖”终评结果出炉，共有44位美术评论家的著作文章获奖，其中一等奖2项，二等奖5项，三等奖10项，入选27项。[5]

### 第三届
2019年12月20日，第三届中国美术奖颁奖仪式在北京举办，共有37件作品获奖（其中金奖作品9件、银奖作品14件、铜奖作品14件），获奖提名作品62件；周令钊、全山石、常沙娜、刘文西、靳尚谊5人获“中国文联终身成就美术家”荣誉称号。